# (25302) Niim
(25302) Niim est un astéroïde de la ceinture principale.

## Description
(25302) Niim est un astéroïde de la ceinture principale. Il fut découvert le 9 décembre 1998 à Chichibu par Naoto Satō. Il présente une orbite caractérisée par un demi-grand axe de 3,04 UA, une excentricité de 0,04 et une inclinaison de 10,3° par rapport à l'écliptique.

## Compléments